# Auguste Marie Raymond d'Arenberg
Pour les articles homonymes, voir Auguste d'Arenberg et Arenberg.
Pour les autres membres de la famille, voir Maison d'Arenberg.
Auguste Marie Raymond, prince d'Arenberg (30 août 1753 - Bruxelles † 26 septembre 1833 - Bruxelles), seigneur de Lummen, de Raismes (1784-1789), grand d'Espagne de 1re classe, plus connu sous le nom de comte de La Marck, est un militaire au service de la France, diplomate et député aux États généraux de 1789.

## Biographie

### Au service de France
Auguste Marie Raymond est le deuxième fils issu du mariage de Charles Marie Raymond d'Arenberg avec Louise-Marguerite de la Marck, fille et héritière unique de Louis Engelbert comte de la Marck (1701- 5 octobre 1773 au château de Fléville) dernier descendant mâle des comtes de La Marck et de sa première épouse Henriette Marie Anne comtesse de Bienassis. Le comte de la Marck dispose en faveur de son petit-fils du régiment d'infanterie allemande (le régiment de La Marck) qu’il possédait en pleine propriété au service de France. À la mort de son aïeul, le prince Auguste prend le titre de comte de La Marck.
Il est envoyé dans l’Inde avec son régiment et prend part au combat de Gondelour[Laquelle ?], où il est grièvement blessé d’un coup de fusil dans la poitrine.
Rentré en France, il reçoit une seconde blessure dans un duel où il a été provoqué par un officier suédois ; celui-ci reçoit un coup d’épée dans l’œil et tombe mort. Quelque temps après, le comte de la Marck est nommé maréchal de camp et inspecteur divisionnaire d'infanterie en Aunis et en Poitou.

### États générauxetRévolution brabançonne
Il épouse, en 1774, la marquise de Cernay, qui lui apporte en dot la magnifique terre de Raismes, entre Valenciennes et Tournai. La possession de ce domaine lui permet, en 1789, quoiqu’il ne soit point naturalisé français, de représenter la noblesse du Quesnoy aux États généraux de 1789.
C'est là qu’il reprend ses relations avec Mirabeau dont il a fait la connaissance l’année précédente et dont il partage, à certains égards, les opinions politiques. De même que Mirabeau, il aurait voulu établir en France le gouvernement monarchique constitutionnel. Necker fait échouer les premières tentatives du comte de la Marck pour rallier Mirabeau à la cour.

Une lettre écrite par lui au comité de Gand, le 10 décembre 1789, montre qu'il ne se désintéressait pas de la révolution brabançonne, à laquelle les États de Flandre venaient de le rattacher en acceptant l'offre de ses services. Il conseille 

« [...] l'union préalable des provinces belges, cette force sans laquelle la patrie ne recouvrera jamais sa liberté, et qui leur permettra de négocier facilement avec les puissances voisines qui, jusque-là, peuvent feindre d'ignorer, ou même ignorent réellement quelle cause, quels projets, quels hommes les étrangers serviraient en intervenant dans le mouvement des Pays-Bas, qu'on ne saurait encore qualifier au dehors d'insurrection vraiment nationale.
Si c'est une constitution entièrement républicaine, et par conséquent la guerre, mais une sainte et juste guerre que vous voulez, il faut employer tous les moments de l'armistice qui vient d'être signé à y décider les provinces, à déterminer leur contingent d'hommes et d'argent, à se procurer avec abondance des armes et des munitions, en un mot à organiser très rapidement une force militaire, à intéresser les puissances voisines, ou plutôt à les désintéresser de cette grande révolution.
Si ce n'est que pour regagner sur l'Empereur les avantages que vous avez perdus, il faut encore et la coalition des provinces, et l'intervention paisible et la garantie efficace des puissances voisines, mais par d'autres procédés, et avec des préparatifs d'une autre nature.
Pour moi, qui verserai jusqu'à la dernière goutte de mon sang pour recouvrer la liberté de mon pays et même pour en faire une heureuse république fédérative, je déclare que le ne consentirai jamais à donner mon pays à une autre puissance, et même que je m'opposerai de toutes mes forces à une révolution qui ne tournerait qu'au profit de quelques ambitieux subalternes et perfides. »

Le comte de la Marck quitte la France et se rend dans les Pays-Bas autrichiens, où il prend une part assez notable à la révolution qui vient d’éclater contre Joseph II. Il est un des chefs du parti démocratique[Lequel ?] et appose sa signature sur l’adresse célèbre que Vonck, au nom de la Société patriotique, présente, le 15 mars 1790, aux états de Brabant pour obtenir une représentation plus équitable des trois ordres.
Il proteste ensuite, avec énergie, contre les violences dont sont victimes les signataires de cette adresse et les adhérents de Vonck.
Les Impériaux, d'abord battus par les patriotes belges, ont bientôt raison d'une révolution affaiblie par des dissentiments et des rivalités d'influence. Proscrit lui-même, il doit faire valoir sa qualité d’officier général au service de France pour échapper à la rage du parti victorieux.
Il retourne enfin dans sa terre de Raismes, regrettant amèrement le rôle qu’il venait de jouer. C'est même pour lui un remords qui le tourmente longtemps : « Cette révolution, dit-il, dans ses Souvenirs, ne convenait point à mes sentiments et n’était pas d’accord avec mes principes. »
Appelé à Paris par M. de Mercy-Argenteau, ambassadeur d'Autriche, le comte de La Marck apprend que Louis XVI et Marie-Antoinette veulent enfin se servir de l’influence de Mirabeau. Pour se conformer au désir de la reine, il devient alors l’intermédiaire des secrètes négociations de Mirabeau avec la cour. Il est aussi dépositaire du million que Louis XVI a promis au redoutable orateur. Mirabeau meurt, le 2 avril 1791, dans les bras du comte de la Marck qu’il a nommé son exécuteur testamentaire et à qui il a confié les minutes de ses correspondances avec la cour.

### Au service de l’Autriche
Cédant aux instances de M. de Mercy, le comte de la Marck aurait voulu se remettre dès lors au service de l’Autriche ; mais ses offres sont déclinées par l’empereur Leopold II. Toutefois, après la clôture de l’Assemblée constituante, le comte de La Marck quitte définitivement la France et vient rejoindre M. de Mercy à Bruxelles. Ce ministre le fait travailler avec lui à ses correspondances les plus secrètes.
Au mois d’août 1792, l’empereur François II rappelle officiellement le comte de la Marck au service de l’Autriche avec le grade de Generalmajor. Le comte, qui a repris son premier titre de prince d’Arenberg, n'est pourtant pas appelé sur les champs de bataille.
C'est comme négociateur adjoint à M. de Mercy qu’il s’efforce de servir l’Autriche pendant les années 1792 et 1793. Il se signale principalement par ses démarches incessantes et ses efforts courageux pour sauver la reine Marie-Antoinette.
Employé par le baron de Thugut dans quelques négociations contre le général Bonaparte, ce qui lui ferme, pendant la durée du Premier Empire, les portes de la France.
Après la seconde invasion des Français en Belgique, le prince d’Arenberg suit M. de Mercy aux châteaux Augustusburg et Falkenlust à Brühl, près de Cologne.
Il est ensuite appelé à Vienne (Autriche) et chargé d’une mission confidentielle près des armées autrichiennes qui se trouvent en Italie. Lorsque ces armées eurent quitté l’Italie, le prince Auguste, qui était à Zurich au commencement de l’année 1796, prend la résolution d’abandonner le service actif. Il passe deux ans en Suisse, puis il retourne à Vienne, où il se fixe définitivement, ayant perdu toute sa fortune et n’ayant pour ressource que son traitement de général major en non-activité.

### Fin de carrière
À la formation du royaume des Pays-Bas, en 1815, il donne sa démission du service d’Autriche et rentre à Bruxelles avec le grade de lieutenant général. Il conserve, jusqu'à la fin, contre la France, une rancune que le temps ne peut adoucir.
Le prince Auguste n’oublie point l’engagement qu’il a contracté avec Mirabeau, sur son lit de mort, de soumettre à la postérité, selon ses propres expressions, les pièces du procès qu’on voudrait faire à sa mémoire et de rendre le témoignage qu’il devait à ses énergiques et loyaux efforts pour sauver sa patrie et son roi. En 1826, le prince commence la rédaction de ses souvenirs et le classement des papiers que Mirabeau lui a confiés. Cette tâche l’occupe pendant les dernières années de sa vie ; mais il ne veut rien publier de son vivant : il a résolu, dit-il lui-même, de laisser à d’autres le soin de faire de ces Souvenirs et de ces matériaux un usage convenable.
Le prince Auguste d’Arenberg meurt à Bruxelles le 26 septembre 1833, laissant à M. de Bacourt le soin de mettre au jour la Correspondance du comte de La Marck avec le comte de Mirabeau. Ce recueil est publié en 1851.

## Publications
- Correspondance entre le comte de Mirabeau et le comte de La Marck, prince d’Arenberg, pendant les années 1789, 1790 et 1791 : recueillie, mise en ordre et publiée par M. Ad. de Bacourt, ancien ambassadeur de France près la cour de Sardaigne, vol. 2 vol. in-8°, 1851 ;
  - (de) Briefwechsel zwischen dem Grafen von Mirabeau und dem Fürsten A. von Arenberg, Grafen von der Mark, etc. : nach der franzosischen Ausgabe des Hern Ad. von Bacourt deutsch bearbeitet von J.-Ph. Städtler, ehemaliger Geh. Sekretär des Fürsten A. von Arenberg, vol. 2 vol. in-12, Bruxelles et Leipzig, 1854 ;

## Vie familiale
Fils de Charles Marie Raymond (1er avril 1721 - château d'Enghien, Hainaut † 17 août 1778 - château d'Enghien), général d'artillerie, feld-marechal des armées de l'Empereur, gouverneur de Mons, Grand bailli du Hainaut (1754), conseiller d'État, et de Louise-Marguerite, fille et héritière unique de Louis-Engelbert (bg), dernier descendant mâle des comtes de La Marck, Auguste-Marie-Raymond est le frère cadet de Louis-Engelbert d'Arenberg.
Il épouse, le 23 novembre 1774 au château de Raismes, près de Valenciennes, Marie-Françoise Le Danois (3 septembre 1757 - Raismes † 18 septembre 1810), fille de François Joseph Le Danois, marquis de Joffreville (13 septembre 1731 - Novion-Porcien † 1759) et filleule de François Marie Le Danois, marquise de Cernay, baronne de Bousies, dame de Raismes, héritière des biens susdits. De cette union, il n'a qu'un fils, dernier mâle de sa branche : 
- Ernst Engelbert Louis Marie (25 mai 1777 † 20 novembre 1857), prince d'Arenberg, marié, le 26 septembre 1842 avec Sophie (8 janvier 1811 † 15 février 1901), princesse d'Auersperg, dont une fille :
  - Eléonore (19 février 1845 - Vienne (Autriche) † 28 novembre 1919 - Montreux[Laquelle ?]), mariée, le 27 mai 1868, à son cousin (petit-fils de Louis-Engelbert d'Arenberg), le duc Engelbert-Auguste d'Arenberg, dont postérité.